# Shavkat Rakhmonov
Pour les articles homonymes, voir Shavkat.
Shavkat Bakhtibaevich Rakhmonov , né le 23 octobre 1994 à Chourtchi (Ouzbékistan) est un pratiquant kazakhstanais d'arts martiaux mixtes (MMA). Il combat actuellement dans la catégorie des poids mi-moyens de l'Ultimate Fighting Championship (UFC).

## Jeunesse et famille
Shavkat Bakhtibaevich Rakhmonov (en kazakh : Шавкат Бахтыбайұлы Рахмонов) naît le 23 octobre 1994 à Chourtchi, en Ouzbékistan. Son père est un Kazakh de la tribu Altynbay et sa mère est issue de la tribu Konyrat. Shavkat Rakhmonov vient quant à lui du clan Altynbai des Jüz Junior. Sa sœur, Sora Rakhmonova, est également une pratiquante d'arts martiaux mixtes (MMA).
À l'âge de 16 ans, lui et sa famille déménagent à Karaganda, au Kazakhstan, où vivent des membres de leur famille. La famille ayant des difficultés financières, Shavkat Rakhmonov commence à travailler comme chargeur de camion et d'entrepôt pour aider sa famille financièrement. Parallèlement, il commence à fréquenter les clubs sportifs locaux et à s'entraîner au sambo de combat. À l'âge de 19 ans, il s'installe à Kokchetau après avoir été admis à l'université d'État de Kokchetau et commence à étudier l'éducation physique.
En 2017, Shavkat Rakhmonov reçoit la nationalité kazakhe.

## Carrière

### M-1 Global (2014-2019)
Le 17 octobre 2014, il affronte le Russe Adam Tsurov à Nazran, en Russie, et remporte le combat par soumission. Le 30 novembre 2014, il affronte le Brésilien Marcus Vinicios à Almaty, au Kazakhstan, et remporte le combat par KO technique.
Le 2 mai 2015, il affronte le Polonais Bartosz Chyrek à Orenbourg, en Russie, et remporte le combat par KO. Le 3 juillet 2015, il affronte le Polonais Michał Wiencek à Astana, au Kazakhstan, et remporte le combat par soumission. Le 30 avril 2016, il affronte le Kazakhstanais Adil Boranbayev à Astana, au Kazakhstan, et remporte le combat par soumission. Le 4 juin 2016, il affronte le Brésilien Marcelo Brito à Bakou, en Azerbaïdjan, et remporte le combat par KO. Le 7 août 2016, il affronte le Sud-Coréen Jun Yong Park à Hwasun, en Corée du Sud, et remporte le combat par soumission.
Le 9 février 2018, il affronte le Géorgien Levan Solodovnik à Saint-Pétersbourg, en Russie, et remporte le combat par soumission. Le 12 mai 2018, il affronte le Tadjik Faridun Odilov à Astana, au Kazakhstan, et remporte le combat par KO technique. Le 8 décembre 2018, il affronte le Kirghize Rinat Sayakbaev à Taldykourgan, au Kazakhstan, et remporte le combat par KO technique. Le 30 mars 2019, il affronte le Russe Daniil Prikaza à Almaty, au Kazakhstan, et remporte le combat par KO technique. Le 28 juin 2019, il affronte le Brésilien Tiago Varejão à Astana, au Kazakhstan, et remporte le combat par KO technique.

### Ultimate Fighting Championship (depuis 2020)
Le 24 octobre 2020, il affronte le Brésilien Alex Oliveira à Abou Dabi, aux Émirats arabes unis, et remporte le combat par soumission à la suite d'un étranglement en guillotine lors de la première reprise. Le 26 juin 2021, il affronte le Brésilien Michel Prazeres à Las Vegas, dans le Nevada, et remporte le combat par soumission à la suite d'un étranglement arrière lors de la deuxième reprise.
Le 5 février 2022, il affronte le Guyanien Carlston Harris à Las Vegas, dans le Nevada, et remporte le combat par KO à la suite d'un coup de pied et plusieurs coups de poing lors de la première reprise,. Sa prestation lors de cet évènement est désignée Performance de la soirée. Le 25 juin 2022, il affronte l'Américain Neil Magny à Las Vegas, dans le Nevada, et remporte le combat par soumission à la suite d'un étranglement en guillotine lors de la deuxième reprise. Sa prestation lors de cet évènement est désignée Performance de la soirée.
Le 4 mars 2023, il affronte l'Américain Geoff Neal à Las Vegas, dans le Nevada, et remporte le combat par soumission à la suite d'un étranglement arrière debout lors de la troisième reprise,. Sa prestation lors de cet évènement est désignée Combat de la soirée. Le 16 décembre 2023, il affronte l'Américain Stephen Thompson à Las Vegas, dans le Nevada, et remporte le combat par soumission à la suite d'un étranglement arrière lors de la deuxième reprise,. Le 7 décembre 2024, il affronte l'Irlandais Ian Garry à Las Vegas, dans le Nevada, et remporte le combat par décision unanime,,.

## Palmarès en arts martiaux mixtes

### Distinctions
- Ultimate Fighting Championship
  - Performance de la soirée (× 2) : face à Carlston Harris et Neil Magny[16],[18].
  - Combat de la soirée (× 1) : face à Geoff Neal[21].

### Historique des combats
| 19 combats     | 19 victoires | 0 défaites |
| Par KO         | 8            | 0          |
| Par soumission | 10           | 0          |
| Sur décision   | 1            | 0          |

| Résultat | Record | Adversaire        | Méthode                                      | Événement                                  | Date             | Round | Temps | Lieu                           | Notes                     |
| -------- | ------ | ----------------- | -------------------------------------------- | ------------------------------------------ | ---------------- | ----- | ----- | ------------------------------ | ------------------------- |
| Victoire | 19-0   | Ian Machado Garry | Décision unanime                             | UFC 310: Pantoja vs. Asakura               | 7 décembre 2024  | 5     | 5:00  | Las Vegas, Nevada              |                           |
| Victoire | 18-0   | Stephen Thompson  | Soumission (étranglement arrière)            | UFC 296: Edwards vs. Covington             | 16 décembre 2023 | 2     | 4:56  | Las Vegas, Nevada              |                           |
| Victoire | 17-0   | Geoff Neal        | Soumission (étranglement arrière debout)     | UFC 285: Jones vs. Gane                    | 4 mars 2023      | 3     | 4:17  | Las Vegas, Nevada              | Combat de la soirée.      |
| Victoire | 16-0   | Neil Magny        | Soumission (étranglement en guillotine)      | UFC on ESPN: Tsarukyan vs. Gamrot          | 25 juin 2022     | 2     | 4:58  | Las Vegas, Nevada              | Performance de la soirée. |
| Victoire | 15-0   | Carlston Harris   | KO (coup de pied retourné et coups de poing) | UFC Fight Night: Hermansson vs. Strickland | 5 février 2022   | 1     | 4:10  | Las Vegas, Nevada              | Performance de la soirée. |
| Victoire | 14-0   | Michel Prazeres   | Soumission (étranglement arrière)            | UFC Fight Night: Gane vs. Volkov           | 26 juin 2021     | 2     | 2:10  | Las Vegas, Nevada              |                           |
| Victoire | 13-0   | Alex Oliveira     | Soumission (étranglement en guillotine)      | UFC 254                                    | 24 octobre 2020  | 1     | 4:40  | Abou Dabi, Émirats arabes unis |                           |
| Victoire | 12-0   | Tiago Varejão     | TKO (coups de poing)                         | M-1 Challenge 102                          | 28 juin 2019     | 1     | 4:50  | Astana, Kazakhstan             |                           |
| Victoire | 11-0   | Daniil Prikaza    | TKO (coups de poing)                         | M-1 Challenge 101                          | 30 mars 2019     | 2     | 2:20  | Almaty, Kazakhstan             |                           |
| Victoire | 10-0   | Rinat Sayakbaev   | TKO (abandon)                                | KZMMAF: Battle of Nomads 11                | 8 décembre 2018  | 1     | 5:00  | Taldykourgan, Kazakhstan       |                           |
| Victoire | 9-0    | Faridun Odilov    | TKO (coups de poing)                         | KZMMAF: Battle of Nomads 10                | 12 mai 2018      | 3     | 3:03  | Astana, Kazakhstan             |                           |
| Victoire | 8-0    | Levan Solodovnik  | Soumission (étranglement en triangle)        | M-1 Challenge 87                           | 9 février 2018   | 2     | 4:42  | Saint-Pétersbourg, Russie      |                           |
| Victoire | 7-0    | Jun Yong Park     | Soumission (étranglement arrière)            | KZMMAF: Battle of Nomads 9                 | 7 août 2016      | 2     | 1:51  | Hwasun, Corée du Sud           |                           |
| Victoire | 6-0    | Marcelo Brito     | KO (coup de poing au corps)                  | M-1 Challenge 67                           | 4 juin 2016      | 1     | 1:37  | Bakou, Azerbaïdjan             |                           |
| Victoire | 5-0    | Adil Boranbayev   | Soumission (étranglement arrière)            | KZMMAF: Battle of Nomads 7                 | 30 avril 2016    | 2     | 4:51  | Astana, Kazakhstan             |                           |
| Victoire | 4-0    | Michał Wiencek    | Soumission (étranglement en guillotine)      | M-1 Challenge 59                           | 3 juillet 2015   | 1     | 0:49  | Astana, Kazakhstan             |                           |
| Victoire | 3-0    | Bartosz Chyrek    | KO (coups de poing)                          | M-1 Challenge 57                           | 2 mai 2015       | 1     | 2:51  | Orenbourg, Russie              |                           |
| Victoire | 2-0    | Marcus Vinicios   | TKO (coups de poing)                         | KZMMAF: Battle of Nomads 2                 | 30 novembre 2014 | 1     | 4:58  | Almaty, Kazakhstan             |                           |
| Victoire | 1-0    | Adam Tsurov       | Soumission (étranglement en triangle)        | M-1 Challenge 52                           | 17 octobre 2014  | 1     | NC    | Nazran, Russie                 | Début en poids welters.   |